# Crocomela latimargo
Crocomela latimargo là một loài bướm đêm thuộc phân họ Arctiinae, họ Erebidae.